# Magnolia elliptigemmata
Magnolia elliptigemmata là một loài thực vật có hoa trong họ Magnoliaceae. Loài này được C.L.Guo & L.L.Huang mô tả khoa học đầu tiên năm 1992.